# نیسان دیزل اسپیس رانر آرپی
نیسان دیزل اسپیس رانر آرپی (Nissan Diesel Space Runner RP) خودرویی است که در سال‌های ۱۹۸۶ تا ۲۰۰۷تولید شده‌است.
این خودرو در کلاس اتوبوس قرار گرفته، است. سیستم جعبه‌دندهٔ آن به دو صورت خودکار و دستی است.

## نگارخانه

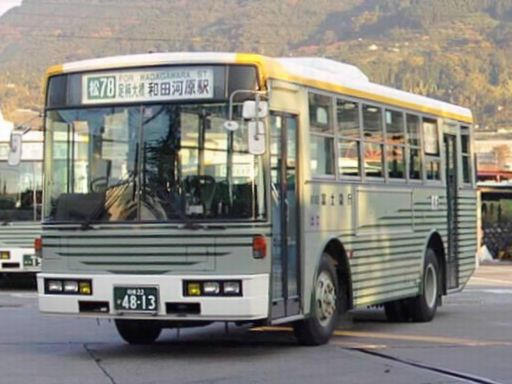
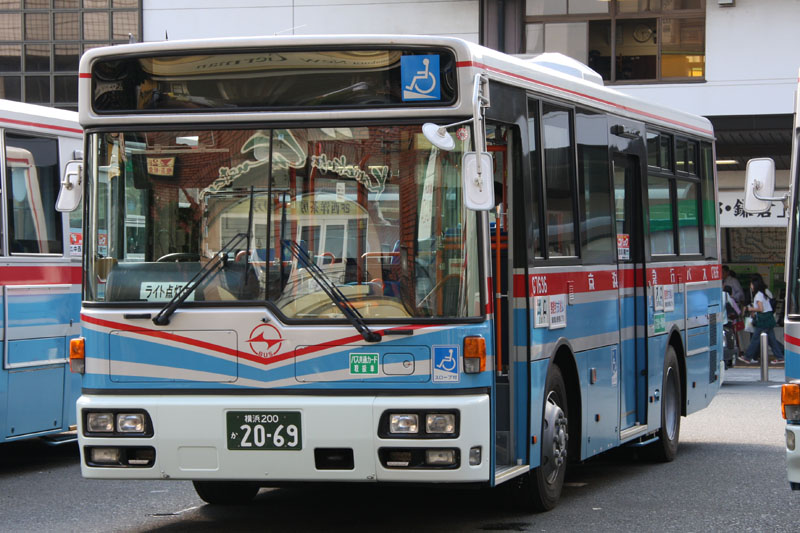